# Quận 14, Roma
Quận 14 Núi Mario (tiếng Ý: Municipio XIV Monte Mario) là quận hành chính thứ mười bốn của thủ đô Roma, Ý. Quận được thành lập vào ngày 11 tháng 3 năm 2013, thay thể Quận 19 cũ.